# Viola Kleiser
Viola Kleiser (Vienna, 13 novembre 1990) è un'ex velocista e bobbista austriaca.
Ha una sorella minore, Valerie, a sua volta atleta e bobbista.

## Biografia

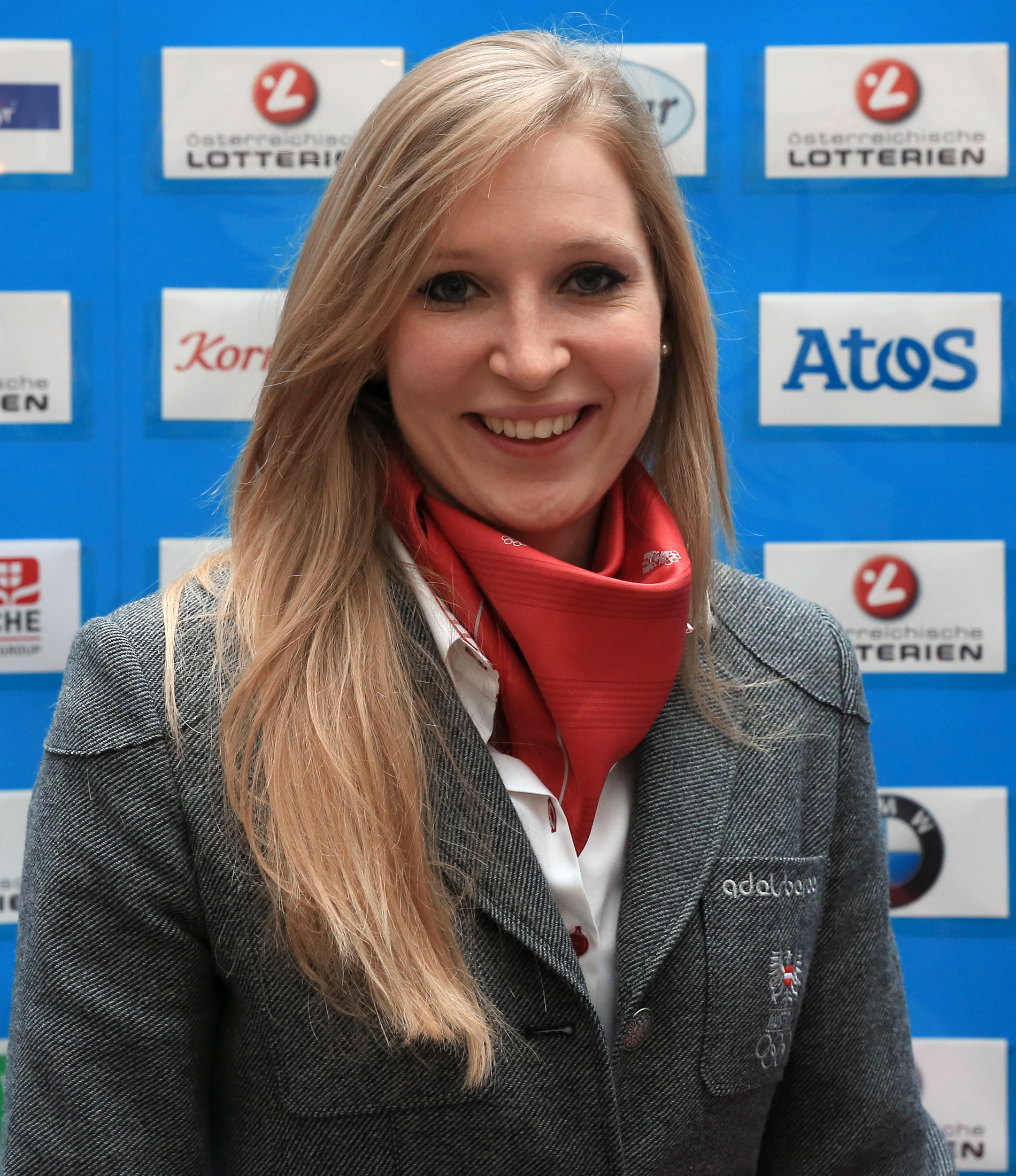
Viola Kleiser a Vienna durante la presentazione del team austriaco che prese parte a

Durante gli anni da studentessa ha gareggiato come sprinter e preso parte ad alcune edizioni degli Europei a squadre e a due edizioni delle Universiadi. Con la nazionale austriaca ha vinto i I Giochi europei con un punteggio di 460. Ha inoltre vinto sedici medaglie d'oro ai campionati nazionali assoluti in diverse specialità, sia all'aperto che indoor.
Compete nel bob dal 2013 in qualità di frenatrice per la squadra nazionale austriaca. Esordì in Coppa del Mondo nella stagione 2013/14, il 30 novembre 2013 a Calgary, dove si piazzò in dodicesima posizione nel bob a due in coppia con Christina Hengster, risultato che rappresenta anche il suo miglior piazzamento in una tappa di Coppa del Mondo.
Ha inoltre partecipato ai Giochi olimpici invernali di Soči 2014, piazzandosi al quindicesimo posto nel bob a due sempre con Christina Hengster.

## Palmarès

### Atletica leggera
| Anno | Manifestazione | Sede    | Evento      | Risultato  | Prestazione | Note |
| ---- | -------------- | ------- | ----------- | ---------- | ----------- | ---- |
| 2015 | Universiadi    | Gwangju | 100 m piani | Semifinale | dns         |      |
| 2015 | Universiadi    | Gwangju | 200 m piani | Semifinale | 24"11       |      |
| 2017 | Universiadi    | Taipei  | 100 m piani | Semifinale | 12"07       |      |
| 2017 | Universiadi    | Taipei  | 200 m piani | Semifinale | 24"13       |      |

#### Altre competizioni internazionali
2015
- Bronzo agli Europei a squadre ( Baku), 200 m piani - 23"85
- Bronzo agli Europei a squadre ( Baku), staffett 4×100 m - 45"24

2017
- Oro agli Europei a squadre ( Tel Aviv), 100 m piani - 11"53

#### Campionati nazionali
- 1 volte campionessa nazionale assoluta dei 60 m piani (2015)
- 3 volte campionessa nazionale assoluta dei 100 m piani (2014, 2015, 2017)
- 2 volte campionessa nazionale assoluta dei 200 m piani (2015, 2017)
- 4 volte campionessa nazionale assoluto della staffetta 4×100 m (2009, 2015, 2016, 2017)
- 3 volte campionessa nazionale assoluto della staffetta 4×200 m (2009, 2010, 2017)

2008
- Bronzo ai campionati austriaci assoluti, staffetta 4×100 m - 48"91

2009
- Oro ai campionati austriaci assoluti, staffetta 4×100 m - 48"01
- Oro ai campionati austriaci assoluti indoor, staffetta 4×200 m - 1'41"73
- Argento ai campionati austriaci assoluti indoor, 200 m piani - 24"92
- Bronzo ai campionati austriaci assoluti, 200 m piani - 25"14
- Bronzo ai campionati austriaci assoluti indoor, 60 m piani - 7"74

2010
- Oro ai campionati austriaci assoluti, staffetta 4×400 m - 3'57"05
- Oro ai campionati austriaci assoluti indoor, staffetta 4×200 m - 1'41"52
- Argento ai campionati austriaci assoluti indoor, 60 m piani - 7"66
- Argento ai campionati austriaci assoluti indoor, 200 m piani - 24"91

2013
- Argento ai campionati austriaci assoluti, staffetta 4×400 m - 3'57"21
- Argento ai campionati austriaci assoluti indoor, staffetta 4×200 m - 1'43"31

2014
- Oro ai campionati austriaci assoluti, 100 m piani - 11"88
- Argento ai campionati austriaci assoluti, 200 m piani - 24"07
- Argento ai campionati austriaci assoluti, staffetta 4×100 m - 47"31
- Argento ai campionati austriaci assoluti, staffetta 4×400 m - 3'56"77

2015
- Oro ai campionati austriaci assoluti indoor, 60 m piani - 7"55
- Oro ai campionati austriaci assoluti, 100 m piani - 11"90
- Oro ai campionati austriaci assoluti indoor, 200 m piani - 24"54
- Oro ai campionati austriaci assoluti, staffetta 4×100 m - 47"34
- Argento ai campionati austriaci assoluti, 200 m piani - 24"38
- Argento ai campionati austriaci assoluti indoor, staffetta 4×200 m - 1'41"57

2016
- Oro ai campionati austriaci assoluti, staffetta 4×100 m - 46"68

2017
- Oro ai campionati austriaci assoluti indoor, 60 m piani - 7"53
- Oro ai campionati austriaci assoluti, 100 m piani - 11"52
- Oro ai campionati austriaci assoluti, 200 m piani - 23"66
- Oro ai campionati austriaci assoluti, staffetta 4×100 m - 45"91
- Oro ai campionati austriaci assoluti indoor, staffetta 4×200 m - 1'37"99
- Oro ai campionati austriaci assoluti, staffetta 4×400 m - 3'53"99
- Argento ai campionati austriaci assoluti indoor, 200 m piani - 24"29

### Bob

#### Coppa Europa
- 1 podio (nel bob a due):
  - 1 terzo posto.